# Adams (Familienname)
Adams ist ein deutscher und englischer Familienname.

## Herkunft und Bedeutung
Der Name ist in patronymischer Bildung von dem (ursprünglich hebräischen) männlichen Vornamen Adam abgeleitet.

## Namensträger

### A
- Abigail Adams (1744–1818), US-amerikanische First Lady
- Abraham Adams, englischer Organist
- Adolf Adams (1828–1891), deutscher Politiker
- Adrienne Adams (1906–2002), US-amerikanische Kinderbuchillustratorin
- Adrienne Adams (Leichtathletin) (* 2000), jamaikanische Leichtathletin
- Ahmed Adams (* 1993), ghanaischer Fußballspieler
- Akeem Adams (1991–2013), Fußballspieler aus Trinidad und Tobago
- Akor Adams (* 2000), nigerianischer Fußballspieler
- Alberta Adams (1917–2014), US-amerikanische Blues-Sängerin
- Alexander James Adams, US-amerikanischer Sänger, Musiker und Komponist
- Alf Adams (* 1939), britischer Physiker
- Alice Adams (Autorin) (1926–1999), US-amerikanische Autorin
- Alice Adams (Künstlerin) (* 1930), US-amerikanische Textilkünstlerin, Bildhauerin und Land-Art-Künstlerin
- Alma Adams (* 1946), US-amerikanische Politikerin
- Alva Adams (Politiker) (1850–1922), US-amerikanischer Politiker (Colorado)
- Alva B. Adams (1875–1941), US-amerikanischer Politiker (Colorado)
- Alvan Adams (* 1954), US-amerikanischer Basketballspieler
- Amos Adams (1880–1941), englischer Fußballspieler
- Amy Adams (* 1974), US-amerikanische Schauspielerin
- Amy Adams (Politikerin) (* 1971), neuseeländische Politikerin
- Amy Elizabeth Adams (1892–1962), US-amerikanische Zoologin
- Andrea Adams-Frey, deutsche Sängerin
- Andrew Adams (Politiker) (1736–1797), US-amerikanischer Jurist und Politiker
- Andrew Adams (Justizopfer) (* 1970), englisches Justizopfer
- Andrew Adams (Unternehmer) (* 1980), kanadischer Unternehmer
- Andrew Adams (Footballspieler) (* 1992), US-amerikanischer American-Football-Spieler
- Andrew Leith Adams (1827–1882), schottischer Mediziner, Naturforscher und Geologe
- Andy Adams (1859–1935), US-amerikanischer Schriftsteller
- Anne Adams (Schwimmerin) (* 1960), britische Schwimmerin
- Anne Adams (* 1977), deutsche Radiomoderatorin und Comedy-Autorin, siehe Anne Onken
- Annette Abbott Adams (1877–1956), US-amerikanische Rechtsanwältin, Staatsanwältin und Richterin
- Ansel Adams (1902–1984), US-amerikanischer Fotograf
- Anthony Adams (Drehbuchautor) (* vor 1987), Drehbuchautor, Produzent und Regisseur
- Anthony Adams (Footballspieler) (* 1980), US-amerikanischer Footballspieler
- Anthony Adams (Politiker) (* 1971), kalifornischer Politiker
- Anthony Adams (Optometrist) (* 1940), Australisch-Amerikanischer Optometrist
- Anthony Irvine Adams, australischer Mediziner
- Antoine Adams (* 1988), Leichtathlet von St. Kitts und Nevis
- Anton Adams (1856–1915), deutscher Architekt
- April Adams (* 1973), australische Wasserspringerin
- Arlin M. Adams (* 1921), US-amerikanischer Jurist
- Armgard Müller-Adams (* 1973), deutsche Journalistin
- Art Adams (Musiker) (Arthur Adams; * 1935), US-amerikanischer Rockabilly-Musiker
- Art Adams (Comiczeichner) (Arthur Adams; * 1963), US-amerikanischer Comiczeichner
- Arthur Adams (Zoologe) (1820–1878), britischer Zoologe
- Arthur Adams (Spion) (1885–1969), sowjetischer Spion
- Arthur Adams (Musiker) (* 1943), US-amerikanischer Blues-Musiker und Sänger

### B
- Barbara Adams (Ägyptologin) (1945–2002), britische Ägyptologin
- Barbara Demmig-Adams (* 1955), deutsche Biotechnologin und Hochschullehrerin
- Bart Adams (1866–1944), US-amerikanischer Golfer
- Ben Adams (Leichtathlet) (1890–1961), US-amerikanischer Leichtathlet
- Ben Adams (Musiker) (* 1981), britischer Sänger
- Benjamin Adams (Politiker) (1764–1837), US-amerikanischer Politiker
- Benjamin H. Adams (1888–1989), US-amerikanischer Admiral
- Bennie Adams (* 1967), US-amerikanischer Basketballschiedsrichter
- Berle Adams (1917–2009), US-amerikanischer Musik- und Fernsehproduzent
- Bernhard Adams (* 1930), deutscher Bibliothekar
- Bertrand Adams (* 1953), deutscher Politiker (CDU)
- Bill Adams (Fußballspieler, 1902) (William Adams; 1902–1963), englischer Fußballspieler
- Bill Adams (Fußballspieler, 1921) (William Victor Adams; 1921–1997), englischer Fußballspieler
- Bill Adams (Rennfahrer) (* 1948), US-amerikanischer Automobilrennfahrer
- Billy Adams (1861–1954), US-amerikanischer Politiker, siehe William Adams (Gouverneur)
- Billy Adams (Fußballspieler, 1897) (1897–1945), englischer Fußballspieler
- Billy Adams (Fußballspieler, 1902) (1902–1953), englischer Fußballspieler
- Billy Adams (Fußballspieler, 1919) (1919–1989), englischer Fußballspieler
- Billy Adams (Rockabilly-Musiker) (1940–2019), US-amerikanischer Rockabilly-Musiker
- Billy Adams (Rock’n’Roll-Musiker) († 1984), US-amerikanischer Rock’n’Roll-Musiker
- Blair Adams (* 1991), englischer Fußballspieler
- Bob Adams (Baseballspieler, 1901) (Robert Burnette Adams; 1901–1996), US-amerikanischer Baseballspieler (Boston Red Sox)
- Bob Adams (Baseballspieler, 1907) (Robert Andrew Adams; 1907–1970), US-amerikanischer Baseballspieler (Philadelphia Phillies)
- Bob Adams (Fußballspieler) (1917–1970), englischer Fußballspieler
- Bob Adams (Zehnkämpfer) (Robert Adams; 1924–2019), kanadischer Zehnkämpfer, Stabhochspringer und Hochspringer
- Bob Adams (Mittelstreckenläufer) (* 1942), britischer Mittelstreckenläufer
- Brandon Adams (Pokerspieler) (George Brandon Adams; * 1978), US-amerikanischer Pokerspieler, Autor und Hochschullehrer
- Brandon Adams (Biathlet), US-amerikanischer Biathlet
- Brandon Adams (Boxer) (* 1989), US-amerikanischer Boxer
- Brandon Adams (Fußballspieler) (* 1997), englischer Fußballspieler
- Brandon Quintin Adams (* 1979), US-amerikanischer Schauspieler
- Brenden Adams (* 1995), US-amerikanischer Großwüchsiger
- Brian Adams (Fußballspieler) (* 1947), englischer Fußballspieler
- Brian Adams (Leichtathlet) (* 1949), britischer Geher
- Brian Adams (Admiral) (* 1952), Admiral der Royal Australian Navy
- Brian Adams (Wrestler) (1963–2007), US-amerikanischer Wrestler
- Brian Adams (Politiker) (* 1969), US-amerikanischer Politiker
- Bride Adams-Ray (1907–1993), schwedische Leichtathletin
- Bridget Adams (* 1928), britische Eiskunstläuferin
- Brockman Adams (1927–2004), US-amerikanischer Politiker
- Brooke Adams (Schauspielerin) (* 1949), US-amerikanische Schauspielerin
- Brooke Adams (* 1984), US-amerikanische Wrestlerin und Model, siehe Miss Tessmacher
- Brooks Adams (1848–1927), US-amerikanischer Historiker
- Bruce Adams (* 1951), britischer Jazzmusiker
- Bruno Adams (Bruce Adams; 1963–2009), australischer Sänger, Songwriter und Musiker
- Bryan Adams (* 1959), kanadischer Rock-Sänger
- Bryan Adams (Eishockeyspieler) (* 1977), kanadischer Eishockeyspieler
- Buck Adams (1955–2008), US-amerikanischer Pornodarsteller und Regisseur
- Bucky Adams (1937–2012), kanadischer Jazzmusiker
- Bud Adams (1923–2013), US-amerikanischer Footballfunktionär

### C
- CJ Adams (Cameron John Adams; * 2000), US-amerikanischer Schauspieler
- Carl Adams (Mathematiker) (auch Karl Adams; 1811–1849), deutscher Mathematiker
- Carl Adams (Sänger) (1834–1900), US-amerikanischer Opernsänger (Tenor)
- Carl Adams (Maler) (1834–1865), deutscher Maler
- Carl Adams (Rennfahrer) (* 1942), US-amerikanischer Rennfahrer
- Carl Adams (Ringer) (* 1950), US-amerikanischer Ringer
- Carol Adams (Schauspielerin) (1918–2012), US-amerikanische Schauspielerin
- Carol J. Adams (* 1951), US-amerikanische Feministin und Tierrechtsaktivistin
- Carrie Belle Adams († 1940), US-amerikanische Organistin, Dirigentin und Komponistin
- Cecil Adams, US-amerikanischer Schriftsteller und Kolumnist
- Cecily Adams (1958–2004), US-amerikanische Schauspielerin und Regisseurin
- Chanté Adams (* 1994), US-amerikanische Schauspielerin
- Charity Adams Earley (1918–2002), US-amerikanische Offizierin
- Charlee Adams (* 1995), englischer Fußballspieler
- Charles Adams (Diplomat) (1845–1895), deutsch-amerikanischer Staatsmann
- Charles Adams (Unternehmer) (1876–1947), US-amerikanischer Unternehmer und Sportfunktionär
- Charles Baker Adams (1814–1853), US-amerikanischer Naturforscher
- Charles Edward Adams (1867–1936), US-amerikanischer Politiker
- Charles Follen Adams (1842–1918), US-amerikanischer Dichter
- Charles Francis Adams, Sr. (1807–1886), US-amerikanischer Jurist und Politiker
- Charles Francis Adams, Jr. (1835–1915), US-amerikanischer General und Eisenbahnmanager
- Charles Francis Adams III (1866–1954), US-amerikanischer Politiker
- Charles Francis Adams IV (1910–1999), US-amerikanischer Industrieller
- Charles H. Adams (1824–1902), US-amerikanischer Jurist und Politiker
- Charles J. Adams (1917–2008), US-amerikanischer Jurist und Politiker
- Charles Hitchcock Adams (1868–1951), US-amerikanischer Astronom
- Charles Kendall Adams (1835–1902), US-amerikanischer Historiker
- Charles Kingsley Adams (1899–1971), britischer Kunsthistoriker
- Charles R. Adams (1834–1900), US-amerikanischer Opernsänger (Tenor), siehe Carl Adams (Sänger)
- Charles Warren Adams (1833–1903), englischer Rechtsanwalt, Verleger und Gegner der Vivisektion
- Charlie Adams (Countrymusiker) (1920–2004), US-amerikanischer Countrymusiker
- Charlie Adams (Schlagzeuger) (* 1954), US-amerikanischer Schlagzeuger
- Charlie Adams (Fußballspieler) (* 1994), englischer Fußballspieler
- Ché Adams (* 1996), englischer Fußballspieler
- Chef Adams (1927–2017), kanadischer Country-Musiker
- Cherise Adams-Burnett (* 1995), britische Jazzmusikerin
- Chris Adams (Fußballspieler) (1927–2012), englischer Fußballspieler
- Chris Adams (General) (* 1930), US-amerikanischer Schriftsteller und General der Air Force
- Chris Adams (Wrestler) (1955–2001), englischer Wrestler und Judoka
- Chris Adams (Cricketspieler) (* 1970), englischer Cricketspieler
- Chris Adams (Comiczeichner), US-amerikanischer Comiczeichner und Spieleentwickler
- Christina Adams, Produzentin und Drehbuchautorin
- Christine Adams (Leichtathletin) (* 1974), deutsche Stabhochspringerin
- Christine Adams (Schauspielerin) (* 1974), britisch-US-amerikanische Schauspielerin
- Christoph Adams (* 1965), deutscher Jazzmusiker
- Chuck Adams (* 1971), US-amerikanischer Tennisspieler
- Clarence Adams (* 1974), US-amerikanischer Boxer
- Clarence Raymond Adams (1898–1965), US-amerikanischer Mathematiker
- Clark Adams (1969–2007), US-amerikanischer Bürgerrechtler
- Claude Adams, Fußballspieler für Trinidad & Tobago
- Clayton Adams (1890–1965), US-amerikanischer Offizier der US Army
- Clemens Adams (Politiker, 1864) (1864–1941), deutscher Unternehmer und Politiker (Deutsche Zentrumspartei)
- Clemens Adams (Politiker, 1891) (1891–1962), deutscher Politiker (CDU)
- Clemens Joseph Adams (1831–1876), deutscher Kommunalpolitiker, Bürgermeister von Honnef
- Cliff Adams (1923–2001), britischer Orchesterleiter, Hörfunkmoderator und Sänger
- Clifford Adams († 2015), US-amerikanischer Posaunist
- Clifford Adams (Fußballspieler) (* 1993), Fußballspieler für die amerikanischen Jungferninseln
- Clinton Adams (1918–2002), US-amerikanischer Lithograph, Maler und Kunsthistoriker
- Craig Adams (Fußballspieler) (* 1974), englischer Fußballspieler
- Craig Adams (* 1977), kanadischer Eishockeyspieler
- Cuno Adams (1912–1942), deutscher Maler

### D
- Danesha Adams (* 1986), US-amerikanische Fußballspielerin
- Daniel Adams (Regisseur), US-amerikanischer Filmregisseur, Schauspieler und Drehbuchautor
- Daniel Adams-Ray (* 1983), schwedischer Musiker und Modedesigner
- Daniel B. Adams, US-amerikanischer Paläontologe
- Daniel Weisiger Adams (1821–1872), US-amerikanischer Brigadegeneral
- Darius Adams (* 1989), US-amerikanischer Basketballspieler
- Davante Adams (* 1992), US-amerikanischer American-Football-Spieler
- Dave Adams (* 1938), britischer Musiker
- David Adams (Politiker) (1871–1943), britischer Politiker, Mitglied des Parlaments
- David Adams (Filmproduzent) (1923–2006), kanadischer Filmproduzent
- David Adams (Tänzer) (1928–2007), kanadischer Balletttänzer
- David Adams (Rugbyspieler), australischer Rugbyspieler
- David Adams (Tennisspieler) (* 1970), südafrikanischer Tennisspieler
- David Adams (Fotojournalist), australischer Fotojournalist
- David Adams (Schauspieler), US-amerikanischer Schauspieler
- David H. Adams, US-amerikanischer Herzchirurg
- David L. Adams, US-amerikanischer Entwickler von Computerspielen
- David Morgan Adams (1875–1942), britischer Politiker, Mitglied des Parlaments
- David R. Adams (1941–2021), US-amerikanischer Mathematiker
- David Ryan Adams (* 1974), US-amerikanischer Musiker, siehe Ryan Adams
- David S. Adams, US-amerikanischer Biologe
- David Hempleman-Adams (* 1956), britischer Unternehmer, Abenteurer und Autor
- Davie Adams (1883–1948), schottischer Fußballtorwart
- Dean Adams (* 1990), irischer Leichtathlet
- Derroll Adams (1925–2000), US-amerikanischer Folksänger
- Diana Adams (1926–1993), US-amerikanische Balletttänzerin
- Dick Adams (Baseballspieler) (1920–2016), US-amerikanischer Baseballspieler
- Dick Adams (Footballspieler) (* 1948), kanadischer Footballspieler
- Dick Adams (Politiker) (* 1951), australischer Politiker
- Dirk Adams (* 1968), deutscher Politiker (Bündnis 90/Die Grünen)
- Don Adams (Schauspieler) (1923–2005), US-amerikanischer Schauspieler
- Don Adams (Schriftsteller) (* 1926), US-amerikanischer Schriftsteller
- Don Adams (Fußballspieler) (1931–1993), englischer Fußballspieler
- Don Adams (Musiker) (1943–1995), schottischer Musiker
- Don Alden Adams (1925–2019), US-amerikanischer Präsident der Wachtturmgesellschaft
- Donald Adams (1880–1976), englischer Cricketspieler, siehe Don Adams (Cricketspieler)
- Donald Adams (1928–1996), englischer Opernsänger (Bassbariton) und Schauspieler, siehe Don Adams (Sänger)
- Donald Adams (kanadischer Schauspieler), kanadischer Schauspieler
- Dorothy Adams (1900–1988), US-amerikanische Schauspielerin
- Douglas Adams (1952–2001), britischer Schriftsteller
- Douglas Quentin Adams, US-amerikanischer Linguist
- Dub Adams (1919–1987), US-amerikanischer Musiker und Viehzüchter
- Dudley Adams (1762–1830), britischer Instrumentenhersteller
- Dwayne Adams (* 1972), bermudischer Fußballspieler

### E
- Ebenezer Adams (1765–1841), US-amerikanischer Hochschullehrer
- Ebou Adams (* 1996), gambischer Fußballspieler
- Eddie Adams (1933–2004), US-amerikanischer Fotojournalist
- Edgar Adams (1868–1940), US-amerikanischer Schwimmer und Wasserspringer
- Edie Adams (1927–2008), US-amerikanische Schauspielerin
- Edward Adams (Naturforscher) (1824–1856), britischer Naturforscher
- Edward Adams (Boxer), britischer Boxer
- Edward J. Adams (1887–1921), US-amerikanischer Verbrecher und Mörder
- Edward Joseph Adams (* 1944), US-amerikanischer Geistlicher und Apostolischer Nuntius
- Edward Larrabee Adams (1878–1957), US-amerikanischer Romanist und Provenzalist
- Edward Robert Adams (* 1934), südafrikanischer Geistlicher, Bischof von Oudtshoorn
- Edwin Plimpton Adams (1878–1956), US-amerikanischer Physiker
- Eleston Montgomery Adams, antiguanischer Politiker und Fußballfunktionär
- Eli Adams (* 2002), australischer Fußballspieler
- Elke Adams (* 1975), deutsche Juristin, Richterin am Bundesgerichtshof
- Ellen C. Adams (1925–1982), kanadische Politikerin
- Elmer Bragg Adams (1842–1916), US-amerikanischer Jurist
- Emory Sherwood Adams (1881–1967), US-amerikanischer Offizier der US Army
- Eric Adams (Musiker) (* 1954), US-amerikanischer Rockmusiker
- Eric Adams (Politiker) (* 1960), US-amerikanischer Polizeibeamter, Autor und Politiker
- Ernie Adams (Schauspieler) (Ernest Adams; 1885–1947), US-amerikanischer Schauspieler
- Ernie Adams (Fußballspieler, 1922) (Ernest William Adams; 1922–2009), englischer Fußballspieler
- Ernie Adams (Fußballspieler, 1948) (Ernest Robert Adams; * 1948), englischer Fußballtorhüter
- Ernie Adams (Musiker) (* um 1950), US-amerikanischer Jazzmusiker
- Ernst Adams (1890–1973), deutscher Politiker (CDU)
- Evangeline Adams (1868–1932), US-amerikanische Astrologin

### F
- Faye Adams (1923–2016), US-amerikanische R&B-Sängerin
- Ferdinand Adams (1903–1985), belgischer Fußballspieler
- Flozell Adams (* 1975), US-amerikanischer American-Football-Spieler
- Fraser Gange-Adams (1887–1962), US-amerikanischer Sänger und Musikpädagoge, siehe Fraser Gange
- Francis Adams, ein Pseudonym von Étienne Cabet (1788–1856), französischer Publizist
- Francis Adams (Mediziner) (1796–1861), schottischer Mediziner und Übersetzer
- Francis Adams (Schriftsteller) (1862–1893), australischer Schriftsteller
- Frank Adams (Illustrator) (1871–1944), englischer Illustrator
- Frank Adams (1930–1989), englischer Mathematiker, siehe John Frank Adams
- Frank Adams (Leichtathlet) (1953–1987), Leichtathlet aus Trinidad und Tobago
- Frank Dawson Adams (1859–1942), kanadischer Geologe
- Frankie Adams (* 1994), samoanisch-neuseeländische Schauspielerin
- Franklin Pierce Adams (1881–1960), US-amerikanischer Journalist, Übersetzer und Hörfunksprecher
- Franklin Stewart Adams (1885–1964), US-amerikanischer Organist und Chorleiter
- Franz Adams der Ältere (1800–1868), deutscher Anwalt und Mitglied der Frankfurter Nationalversammlung
- Franz Adams der Jüngere (1828–1891),  deutscher Verwaltungsjurist
- Franz Adams (General) (1858–1932), deutscher Generalleutnant
- Fred Adams, britischer Boxer

### G
- Gaines Adams (1983–2010), US-amerikanischer American-Football-Spieler
- Gary Adams (Baseballtrainer) (* 1939), US-amerikanischer Baseballtrainer
- Gary Adams (Unternehmer) (1943–2000), US-amerikanischer Unternehmer, Gründer von TaylorMade
- Geoffrey Adams (* 1957), britischer Diplomat
- George Adams senior (1709–1772), englischer Optiker und Instrumentenbauer
- George Adams junior (1750–1795), englischer Instrumentenbauer und Autor
- George Adams (Jurist) (1784–1844), US-amerikanischer Jurist und Politiker
- George Adams (Magistrat) (1804–1873), Oberster Magistrat von Pitcairn
- George Adams (Unternehmer) (1839–1904), australischer Lotterieunternehmer
- George Adams (Fußballspieler, vor 1889) (bl. 1889–1903), schottischer Fußballspieler
- George Adams (Anthroposoph) (1894–1963), englischer Anthroposoph
- George Adams (Grafiker) (1904–1983), österreichisch-britischer Grafiker
- George Adams (Fußballspieler, 1926) (1926–2011), schottischer Fußballspieler
- George Adams (Musiker) (1940–1992), US-amerikanischer Jazzmusiker
- George Adams (Fußballspieler, 1947) (* 1947), englischer Fußballspieler
- George Adams (Fußballspieler, 1950) (* 1950), schottischer Fußballspieler und -trainer
- George Adams (Footballspieler) (* 1962), US-amerikanischer American-Football-Spieler
- George Archibald Emmett Adams (1889–1938), britischer Songwriter, Texter und Arrangeur
- George Clifford Adams (1887–1961), US-amerikanischer Pianist und Songwriter
- George E. Adams (1840–1917), US-amerikanischer Politiker
- George Madison Adams (1837–1920), US-amerikanischer Politiker
- George Plimpton Adams (1882–1961), US-amerikanischer Philosoph und Hochschullehrer
- Gerald Adams (≈1925–2018),  US-amerikanischer Jazzmusiker
- Gerard Adams (Fechter) (* 1949), australischer Fechter
- Gerry Adams (* 1948), nordirischer Politiker (Sinn Féin)
- Glen Adams (1945–2010), jamaikanischer Musiker und Musikproduzent
- Glenda Adams (1939–2007), australische Schriftstellerin
- Goswin Wilhelm Hans Adams (1838–1901), deutscher Generalmajor
- Gracie Abrams (* 1999), amerikanische Singer-Songwriterin
- Graham Adams (1933–2020), englischer Fußballspieler und -trainer
- Grantley Herbert Adams (1898–1971), barbadischer Politiker
- Green Adams (1812–1884), US-amerikanischer Politiker

- Greg Adams (Musiker) (* 1952), US-amerikanischer Trompeter und Arrangeur
- Greg Adams (Eishockeyspieler, 1960) (* 1960), kanadischer Eishockeyspieler
- Greg Adams (Eishockeyspieler, 1963) (* 1963), kanadischer Eishockeyspieler

### H
- H. Leslie Adams (Harrison Leslie Adams; 1932–2024), US-amerikanischer Komponist und Pianist
- Hamilton Goold-Adams (1858–1920), irischer Offizier und Kolonialbeamter
- Hannah Adams (1755–1832), US-amerikanische Autorin
- Harriet Chalmers Adams (1875–1937), US-amerikanische Entdeckerin, Journalistin und Fotografin
- Harriet Stratemeyer Adams (1892–1982), US-amerikanische Schriftstellerin und Verlegerin
- Harriet Adams (Schauspielerin) (* 1907), deutsche Schauspielerin
- Harry Adams (Fußballspieler) (1855–1910), walisischer Fußballspieler
- Harry Adams (Marineoffizier) (1876–??), US-amerikanischer Marineoffizier
- Harry Adams (Sportschütze) (1880–1968), US-amerikanischer Sportschütze
- Helene Adams (1865–1943), Opfer des Holocaust, siehe Liste von NS-Opfern aus Solingen
- Henry Adams (Zoologe) (1813–1877), britischer Zoologe
- Henry Adams (1838–1918), US-amerikanischer Historiker und Schriftsteller
- Henry Adams (Ingenieur) (1858–1929), US-amerikanischer Ingenieur
- Henry Carter Adams (1851–1921), US-amerikanischer Wirtschaftswissenschaftler
- Henry Cullen Adams (1850–1906), US-amerikanischer Politiker
- Henry Mason Adams (1907–1992), US-amerikanischer Historiker
- Herb Adams (1928–2012), US-amerikanischer Baseballspieler
- Herbert Adams (Bildhauer) (1858–1945), US-amerikanischer Bildhauer
- Herbert Adams (Schriftsteller) (1874–1958), englischer Schriftsteller
- Herbert Baxter Adams (1850–1901), US-amerikanischer Historiker und Pädagoge
- Hope Bridges Adams Lehmann (1855–1916), deutsche Ärztin und Frauenrechtlerin

### I
- Irene Adams (* 1947), britische Politikerin
- Isaac Adams (1802–1883), US-amerikanischer Erfinder

### J
- J. C. Adams (* 1970), US-amerikanischer Autor und Journalist
- J. Ottis Adams (1851–1927), US-amerikanischer Maler und Kunstpädagoge
- Jack Adams (Astrologe) (1625–um 1680/1700), englischer Astrologe
- Jack Adams (Eishockeyspieler, 1895) (1895–1968), kanadischer Eishockeyspieler und -trainer
- Jack Adams (Eishockeyspieler, 1919) (1919–1996), kanadischer Eishockeyspieler
- Jack Adams (Skirennläufer) (* 1998), neuseeländischer Skirennläufer
- Jack Adams (Schiedsrichter)
- Jamal Adams (* 1995), US-amerikanischer American-Football-Spieler
- James Adams (Jesuit) (1737–1802), englischer Jesuit und Pädagoge
- James Adams (Fußballspieler, 1864) (1864–1943), schottischer Fußballspieler
- James Adams (Fußballspieler, 1896) (1896–1973), englischer Fußballspieler
- James Adams (Fußballspieler, 1903) (1903–??), schottischer Fußballspieler
- James Adams (Cricketspieler, 1811) (1811–1851), englischer Cricketspieler
- James Adams (Cricketspieler, 1904) (1904–1988), australischer Cricketspieler
- James Adams (Cricketspieler, 1980) (* 1980), englischer Cricketspieler
- James B. Adams (1926–2020), US-amerikanischer Regierungsbeamter
- James Capen Adams (Grizzly Adams; 1807–1860), US-amerikanischer Tierfänger und Dompteur
- James Hopkins Adams (1812–1861), US-amerikanischer Politiker
- James Marshall Adams (* 1948), US-amerikanischer Geistlicher, Bischof von Western Kansas
- James Noel Adams (1943–2021), australischer Altphilologe
- James Truslow Adams (1878–1949), US-amerikanischer Historiker und Schriftsteller
- Jameson Adams (1880–1962), britischer Meteorologe und Polarforscher
- Jane Adams (Schauspielerin, 1918) (1918–2014), US-amerikanische Schauspielerin
- Jane Adams (Schauspielerin, 1965) (* 1965), US-amerikanische Schauspielerin
- Jane A. Adams (* 1960), britische Schriftstellerin
- Jasper Adams (Theologe) (1793–1841), US-amerikanischer Theologe, Philosoph und Hochschullehrer
- Jasper Adams (Handballspieler) (* 1989), niederländischer Handballspieler
- Jay Adams (1961–2014), US-amerikanischer Skateboarder
- Jay E. Adams (1929–2020), US-amerikanischer Theologe, Psychologe, Seelsorger und Autor
- Jean Adams (1710–1765), schottische Dichterin
- Jean-Pierre Adams (1948–2021), französischer Fußballspieler
- Jeb Stuart Adams (* 1961), US-amerikanischer Schauspieler
- Jequan Adams (* 2004), vincentischer Fußballspieler
- Jeffrey Adams (* 1955), US-amerikanischer Mathematiker
- Jens Adams (* 1992), belgischer Radrennfahrer
- Jerell Adams (* 1992), US-amerikanischer American-Football-Spieler
- Jerome Adams, US-amerikanischer Arzt und Gesundheitskommissar von Indiana
- Jewett W. Adams (1835–1920), US-amerikanischer Politiker
- Jill Adams (1930–2008), britische Filmschauspielerin
- Jimmie V. Adams (* 1936), US-amerikanischer Pilot, General
- Jimmy Adams (Fußballspieler, 1908) (1908–1983), englischer Fußballspieler
- Jimmy Adams (Golfspieler) (1910–1986), schottischer Golfspieler
- Jimmy Adams (Fußballspieler, 1937) (1937–2005), englischer Fußballspieler
- Jimmy Adams (Cricketspieler) (* 1968), jamaikanischer Cricketspieler
- Joan Vollmer Adams (1924–1951), US-amerikanische Muse, siehe Joan Vollmer
- Joeri Adams (* 1989), belgischer Radrennfahrer
- Joey Lauren Adams (* 1968), US-amerikanische Schauspielerin
- Johann Rudolf Adams (1820–1908), deutscher Porträtmaler und Journalist
- John Adams (Kaufmann) (um 1672–nach 1745), kanadischer Kaufmann
- John Adams (1735–1826), US-amerikanischer Politiker, Präsident 1797 bis 1801
- John Adams (Meuterer) (auch Alexander Smith; 1767–1829), britischer Meuterer
- John Adams (Politiker, 1778) (1778–1854), US-amerikanischer Politiker (New York)
- John Adams II (1803–1834), Sohn des US-amerikanischen Präsidenten John Quincy Adams
- John Adams (General) (1825–1864), US-amerikanischer General
- John Adams (Historiker) (1875–1964), US-amerikanischer Historiker
- John Adams (Sänger) (1876–nach 1922), schottischer Opernsänger (Tenor)
- John Adams (Filmproduzent), Autor und Filmproduzent
- John Adams (Geograph) (John Gordon Underwood Adams; 1938–vmtl. 2024), kanadisch-britischer Geograph
- John Adams (Komponist) (* 1947), US-amerikanischer Komponist
- John Adams (Politiker, 1960) (* 1960), US-amerikanischer Politiker (Ohio)
- John Bertram Adams (1920–1984), britischer Physiker
- John Bodkin Adams (1899–1983), britischer Mediziner und Betrüger
- John Clement Adams (* 1947), US-amerikanischer Komponist und Musikpädagoge
- John Couch Adams (1819–1892), britischer Astronom
- John E. Adams (* 1960), dominicanischer Judoka
- John F. Adams (* 1921), englischer Fernschachspieler
- John Frank Adams (1930–1989), britischer Mathematiker
- John Gennings Curtis Adams (1839–1922), kanadischer Farmer, Zahnarzt und Reformer
- John J. Adams (1848–1919), US-amerikanischer Jurist und Politiker
- John Lewis Adams (* 1963), neuseeländischer Geistlicher, Bischof von Palmerston North
- John Luther Adams (* 1953), US-amerikanischer Komponist
- John Michael G. Adams (1931–1985), Politiker aus Barbados
- John Quincy Adams (1767–1848), US-amerikanischer Politiker, Präsident 1825 bis 1829
- John Quincy Adams (Maler) (1873–1933), österreichischer Maler
- John S. Adams (John Stephen Adams; 1938–2024), US-amerikanischer Geograph
- Johnny Adams (1932–1998), US-amerikanischer Bluessänger
- Jonathan Adams (Schauspieler, 1931) (1931–2005), britischer Schauspieler
- Jonathan Adams (Schauspieler, 1967) (* 1967), US-amerikanischer Schauspieler
- Josef Adams (1902–1966), deutscher römisch-katholischer Geistlicher und Dompropst in Worms
- Joseph Henry Adams (1863–1938), britischer Dirigent, Organist und Komponist
- Josh Adams (Basketballspieler) (* 1993), US-amerikanischer Basketballspieler
- Josh Adams (Rugbyspieler) (* 1995), walisischer Rugby-Union-Spieler
- Josh Adams (Footballspieler) (* 1996), US-amerikanischer American-Football-Spieler
- Judith Adams (* 1959), US-amerikanische Bogenschützin
- Julia Adams (Tennisspielerin) (* 1999), US-amerikanische Tennisspielerin
- Julian Adams (* 1954), kanadischer Pharmakologe
- Julie Adams (1926–2019), US-amerikanische Schauspielerin
- Juliette Graves Adams (1858–1951), US-amerikanische Pianistin und Musikpädagogin
- Jürgen Adams (* 1961), deutscher Eishockeyspieler
- Jüri Adams (* 1947), estnischer Politiker

### K
- Karl Adams (1811–1849), deutscher Mathematiker, siehe Carl Adams (Mathematiker)
- Karl Adams (Baseballspieler) (1891–1967), US-amerikanischer Baseballspieler
- Karl Adams (Önologe) (* 1932), deutscher Agrarwissenschaftler und Önologe
- Karl Adams (Musiker) (* um 1969), Musiker, Songwriter und Musikproduzent
- Kasim Adams Nuhu (* 1995), ghanaischer Fußballspieler
- Kathryn Adams (Schauspielerin, 1893) (1893–1959), US-amerikanische Schauspielerin
- Kathryn Adams Doty (1920–2016), US-amerikanische Schauspielerin und Schriftstellerin
- Katrina Adams (* 1968), US-amerikanische Tennisspielerin
- Keith Adams (* 1950), kanadischer Gewichtheber
- Kelly Adams (* 1979), britische Schauspielerin
- Kenneth Miller Adams (1897–1966), US-amerikanischer Maler, Lithograf, Wandmaler und Kunstpädagoge
- Kenny Adams (1940–2025), US-amerikanischer Boxtrainer
- Keri Adams (* 1970), kanadische Schauspielerin, Nachrichtensprecherin und Journalistin
- Kevyn Adams (* 1974), US-amerikanischer Eishockeyspieler
- Kim Hastings Adams (* 1951), kanadischer Künstler
- Kingsley Adams (* 1952), ghanaischer Weitspringer
- Kola Adams (* 1980), nigerianischer Fußballspieler
- Konrad Adams (* 1958), deutscher Musiker und Schauspieler
- Kurt Adams (1889–1944), deutscher Politiker (SPD)

### L
- Laurie Adams (1931–2024), englischer Fußballspieler
- Leigh Adams (* 1971), australischer Speedwayfahrer
- Leni Adams (* 1985), deutsche Schauspielerin
- Lennox Adams (* 1968), Leichtathlet aus St. Vincent
- Leo Adams (* 1942), amerikanischer Künstler und Designer
- Léonie Adams (1899–1988), US-amerikanische Dichterin
- Leopold Adams (1902–1997), deutscher Jurist und Staatsanwalt
- LeRoy Adams, namibischer Fußballspieler
- Leverett A. Adams (1877–1976), US-amerikanischer Zoologe und Museumskurator
- Liam Adams (* 1986), australischer Langstreckenläufer
- Lillian Adams (1922–2011), US-amerikanische Schauspielerin
- Liz Adams, US-amerikanische Drehbuchautorin und Regisseurin
- Ljukman Rassakowitsch Adams (* 1988), russischer Dreispringer
- Louisa Adams (1775–1852), US-amerikanische First Lady
- Louise Doris Adams (1889–1965), britische Mathematikerin und Schulinspektorin
- Luke Adams (* 1976), australischer Geher
- Luke Adams (Fußballspieler) (* 1994), neuseeländischer Fußballspieler
- Luxolo Adams (* 1996), südafrikanischer Sprinter
- Lynda Adams (* 1920), kanadische Wasserspringerin

### M
- Mac Adams (* 1943), britischer Fotograf, Künstler und Bildhauer
- Manfred Adams (1931–2019), deutscher Architekt
- Mareike Adams (* 1990), deutsche Ruderin
- Marian Hooper Adams (1843–1885), US-amerikanische Fotografin
- Marie Adams (1925–1998), US-amerikanische Sängerin
- Marilyn McCord Adams (1943–2017), US-amerikanische Theologin und Philosophin
- Mark Adams (Künstler) (1925–2006), US-amerikanischer Künstler
- Mark Adams (Filmkritiker), britischer Filmkritiker, Leiter des Edinburgh Film Festival
- Mark Adams (Designer) (* 1961), britischer Automobildesigner
- Mark Adams (Filmeditor) (* 1986), australischer Filmeditor
- Mark B. Adams, US-amerikanischer Wissenschaftshistoriker
- Mark Tex Adams (1983–2012), US-amerikanischer Motorcrossfahrer und Stuntman
- Marla Adams (1938–2024), US-amerikanische Schauspielerin
- Marques Adams (Musiker) († 2006), US-amerikanischer Saxophonist
- Marques Adams (* 1981), US-amerikanischer christlicher Rapper, Sänger, Songschreiber und Musikproduzent, siehe Sevin (Rapper)
- Martin Adams (* 1956), englischer Dartspieler
- Mary Adams (Pädagogin) (1823–1898), kanadische Pädagogin
- Mary Adams (Schauspielerin) (1910–1973), US-amerikanische Schauspielerin
- Mary Kay Adams (* 1962), US-amerikanische Schauspielerin
- Mason Adams (1919–2005), US-amerikanischer Schauspieler
- Matthew Adams (* 1988), australischer Wrestler, siehe Buddy Murphy
- Maud Adams (* 1945), schwedische Schauspielerin
- Maude Adams (eigentlich Maude Kiskadden; 1872–1953), US-amerikanische Theaterschauspielerin
- Maureen Adams (* 1937), australische Bogenschützin
- McKenzie Adams (* 1992), US-amerikanische Volleyballspielerin
- Meelah Adams (* 1987), deutsche Schauspielerin
- Michael Adams (Pilot) (1930–1967), US-amerikanischer Pilot
- Michael Adams (Historiker) (1937–2009), irischer Historiker
- Michael Adams (Maler) (* 1937), britischer Maler
- Michael Adams (Meinungsforscher) (* 1946), kanadischer Meinungsforscher
- Michael Adams (Wirtschaftsjurist) (* 1947), deutscher Wirtschaftsjurist
- Michael Adams (Basketballspieler) (* 1963), US-amerikanischer Basketballspieler
- Michael Adams (* um 1965), englischer Badmintonspieler, siehe Mike Adams (Badminton)
- Michael Adams (Schachspieler) (* 1971), englischer Schachspieler und -trainer
- Michael Adams (Badminton) (* 1977), südafrikanischer Badmintonspieler
- Michael Adams (Footballspieler) (* 1985), US-amerikanischer American-Football-Spieler
- Michael E. Adams, US-amerikanischer Biologe, Neurowissenschaftler und Hochschullehrer
- Michael Friedrich Adams (1780–1838), deutsch-russischer Botaniker und Naturwissenschaftler
- Mike Adams (Baseballspieler, 1948) (* 1948), US-amerikanischer Baseballspieler
- Mike Adams (Fußballspieler) (* 1965), englischer Fußballspieler
- Mike Adams (Badminton) (* um 1965), englisch-mauritischer Badmintonspieler
- Mike Adams (Footballspieler, 1974) (* 1974), US-amerikanischer American-Football-Spieler
- Mike Adams (Baseballspieler, 1978) (* 1978), US-amerikanischer Baseballspieler
- Mike Adams (Footballspieler, 1981) (* 1981), US-amerikanischer American-Football-Spieler
- Mike Adams (Footballspieler, 1990) (* 1990), US-amerikanischer American-Football-Spieler
- Morgan Adams (1915–2004), US-amerikanischer Segler

### N
- Nate Adams (* 1984), US-amerikanischer Motocrossfahrer
- Nancy Adams (1926–2007), Botanikerin, botanische Künstlerin und Museumskuratorin
- Neal Adams (1941–2022), US-amerikanischer Zeichner und Grafiker
- Neil Adams (Judoka) (* 1958), englischer Judoka
- Neil Adams (Fußballspieler) (* 1965), englischer Fußballspieler
- Neile Adams (* 1932), US-amerikanische Schauspielerin und Tänzerin
- Nelson Adams (* 1967), puerto-ricanischer Boxer
- Nene Adams (1966–2015), US-amerikanische Schriftstellerin
- Nicholson B. Adams (1895–1970), US-amerikanischer Romanist und Hispanist
- Nick Adams (Schauspieler) (1931–1968), US-amerikanischer Schauspieler
- Nick Adams (Rennfahrer) (* 1948), britischer Autorennfahrer
- Nicola Adams (* 1982), englische Boxerin
- Nigel Adams (* 1966), britischer Politiker (Conservative Party), Mitglied des House of Commons und Minister
- Nikolaus A. Adams (* 1963), deutscher Ingenieurwissenschaftler

### O
- Odalys Adams (* 1966), kubanische Leichtathletin
- Oleta Adams (* 1953), US-amerikanische Soulmusikerin
- Orny Adams (* 1970), US-amerikanischer Schauspieler und Stand-Up Comedian
- Ortwin Adams (1958–2023), deutscher Virologe und Hochschullehrer
- Otto Adams (1887–1966), deutscher Gewerkschaftssekretär und Politiker

### P
- Paizley Adams (* 1980), US-amerikanische Pornodarstellerin, siehe Cassidey
- Parmenio Adams (1776–1832), US-amerikanischer Politiker
- Patch Adams (* 1945), US-amerikanischer Arzt
- Patrick J. Adams (* 1981), kanadischer Schauspieler
- Paul Adams (Musiker) (* 1951), US-amerikanischer Musiker und Instrumentenbauer
- Paul Adams (Cricketspieler) (* 1977), südafrikanischer Cricketspieler
- Paul Adams (Sportschütze) (* 1992), australischer Sportschütze, Olympiateilnehmer
- Paul D. Adams (1906–1987), US-amerikanischer General
- Peggy Scott-Adams (1948–2023), US-amerikanische Sängerin
- Pepper Adams (1930–1986), US-amerikanischer Musiker
- Percy Adams (Cricketspieler) (1900–1962), englischer Cricketspieler
- Percy Adams (Fußballspieler) (1914–1984), englischer Fußballspieler
- Phil Adams (* 1945), australischer Sportschütze
- Philippe Adams (* 1969), belgischer Rennfahrer
- Pia Adams (* 1996), deutsche Handballspielerin
- Placide Adams (1929–2003), US-amerikanischer Jazzbassist
- Platt Adams (1885–1961), US-amerikanischer Leichtathlet

### Q
- Quawntay Adams (* 1975), US-amerikanischer Straftäter und Ausbrecher
- Quincy Adams (* 1989), guyanischer Fußballspieler

### R
- R. J. Q. Adams (Ralph James Quincy Adams; * 1943), US-amerikanischer Historiker
- Rachael Adams (* 1990), US-amerikanische Volleyballspielerin
- Rachel Blodgett Adams (1894–1982), US-amerikanische Mathematikerin und Hochschullehrerin
- Rahart Adams (* 1996), australischer Schauspieler
- Rainer Adams, deutscher Tischtennisspieler
- Ralf H. Adams (* 1966), deutscher Biochemiker
- Ralph Adams (1907–nach 1931), kanadischer Leichtathlet
- Ralph N. Adams (1924–2002), US-amerikanischer Chemiker und Neurowissenschaftler
- Raymond Delacy Adams (1911–2008), US-amerikanischer Neurologe
- Renée Adams, US-amerikanische Mathematikerin und Wirtschaftswissenschaftlerin
- Richard Adams (Architekt) (1791–1835), schottischer Maler und Architekt
- Richard Adams (Politiker, 1912) (1912–1978), britischer Politiker
- Richard Adams (1920–2016), britischer Schriftsteller
- Richard Adams (Politiker, 1939) (* 1939), US-amerikanischer Politiker
- Richard Newbold Adams (1924–2018), US-amerikanischer Anthropologe
- Rob Adams (Architekt) (* 1948), Architekt in Australien
- Rob Adams (Schauspieler) (* 1970), US-amerikanischer Schauspieler
- Rob J. Adams (* 1959), US-amerikanischer Autor und Unternehmer
- Robert Adams (Architekt) (1540–1595), englischer Architekt
- Robert Adams (Mediziner) (1791–1875), irischer Chirurg und Kardiologe
- Robert Adams junior (1849–1906), US-amerikanischer Politiker
- Robert Adams (Schauspieler) (1906–1965), britischer Schauspieler
- Robert Adams (Bildhauer) (1917–1984), englischer Bildhauer
- Robert Adams (Chemiker), US-amerikanischer Chemiker
- Robert Adams (Autor) (1933–1990), US-amerikanischer Schriftsteller
- Robert Adams (Fotograf) (* 1937), US-amerikanischer Fotograf
- Robert Adams (Ruderer) (* 1942), kanadischer Ruderer
- Robert H. Adams (1792–1830), US-amerikanischer Politiker
- Robert McCormick Adams Jr. (1926–2018), US-amerikanischer Anthropologe
- Robert Merrihew Adams (1937–2024), US-amerikanischer Philosoph
- Robert Phillip Adams (* 1939), US-amerikanischer Botaniker
- Rod Adams (* 1945), englischer Fußballspieler
- Roger Adams (1889–1971), US-amerikanischer Chemiker
- Rudi Adams (1919–2013), deutscher Politiker (SPD)
- Russ Adams (1930–2017), US-amerikanischer Fotograf
- Ruth Adams (1914–2004), US-amerikanische Anglistin und Hochschullehrerin
- Ryan Adams (* 1974), US-amerikanischer Sänger und Songwriter

### S
- Sam Adams (Golfspieler) (* 1946), US-amerikanischer Golfspieler
- Sam Adams (Politiker) (* 1963), US-amerikanischer Politiker
- Sam Adams (Footballspieler) (Samuel Aaron Adams, Jr.; * 1973), US-amerikanischer American-Football-Spieler
- Sammy Adams (* 1987), US-amerikanischer Rapper
- Samuel Adams (1722–1803), US-amerikanischer Staatsmann und Revolutionär
- Samuel Adams (Gouverneur) (1805–1850), US-amerikanischer Politiker
- Samuel A. Adams (1934–1988), US-amerikanischer Nachrichtendienstmitarbeiter
- Samuel Clifford Adams Jr. (1920–2001), US-amerikanischer Entwicklungshelfer und Diplomat
- Samuel Hopkins Adams (1871–1958), US-amerikanischer Journalist und Schriftsteller
- Sandy Adams (* 1956), US-amerikanische Politikerin
- Sarah Flower Adams (1805–1848), englische Dichterin
- Scott Adams (Spieleentwickler) (* 1952), US-amerikanischer Spieleentwickler
- Scott Adams (Comiczeichner) (* 1957), US-amerikanischer Comiczeichner
- Scott Adams (Skirennläufer) (* 1971), australischer Skirennläufer
- Scott J. Adams, US-amerikanischer Ökonom
- Shaquille Adams (* 1992), Fußballspieler für St. Kitts & Nevis
- Sherman Adams (1899–1986), US-amerikanischer Politiker
- Silas Adams (1839–1896), US-amerikanischer Politiker
- Simon Adams (* 1967), südafrikanischer Dartspieler
- Simone Regina Adams (* 1967), deutsche Psychotherapeutin und Schriftstellerin
- Stanley Adams (Schauspieler) (1915–1977), US-amerikanischer Schauspieler und Drehbuchautor
- Stanley Adams (Manager) (1927–2016), maltesischer Pharmamanger und Whistleblower
- Steff Adams (* 1966), deutsche Künstlerin

- Stephen Adams (Politiker) (1807–1857), US-amerikanischer Politiker
- Stephen Adams (Komponist), Pseudonym des englischen Komponisten Michael Maybrick (1841–1913)
- Stephen Adams (Fußballspieler) (* 1984), ghanaischer Fußballtorwart
- Stephen Adams (Eishockeyspieler) (* 1990), nordirischer Eishockeyspieler
- Steve Adams (Saxophonist) (* 1952), US-amerikanischer Saxophonist und Komponist
- Steve Adams (Drehbuchautor), Drehbuchautor
- Steve Adams (Fußballspieler, 1958) (* 1958), englischer Fußballspieler
- Steve Adams (Fußballspieler, 1959) (* 1959), englischer Fußballspieler
- Steve Adams (Schauspieler) (1960–2012), kanadischer Schauspieler
- Steve Adams (Bassist) (* 1975), US-amerikanischer Bassist, Mitgründer von ALO (Band)
- Steve Adams (Fußballspieler, 1980) (* 1980), englischer Fußballspieler
- Steven Adams (* 1993), neuseeländischer Basketballspieler
- Stewart Adams (Eishockeyspieler) (1904–1978), kanadischer Eishockeyspieler
- Stewart Adams (Pharmazeut) (1923–2019), britischer Pharmazeut
- Sunrise Adams (* 1982), US-amerikanische Pornodarstellerin
- Susan Adams (Schriftstellerin) (* 1936), Schriftstellerin
- Susan Adams (Schauspielerin), US-amerikanische Schauspielerin
- Susan Adams (Skeletonpilotin) (geb. Susan Speiran), kanadische Skeletonpilotin
- Suzanne Adams (auch Susan Adams; 1872–1953), US-amerikanische Sängerin (Sopran)
- Sylvan Adams (geb. 1958), israelisch-kanadischer Unternehmer und Philanthrop

### T
- Taeyanna Adams (* 2002), mikronesische Schwimmerin
- Tag Adams (* 1972), US-amerikanischer Pornodarsteller
- Taim M. Adams (* 1992), deutsch-syrischer Filmregisseur, Drehbuchautor, Filmproduzent und Schauspieler
- Ted Adams (Schauspieler) (1890–1973), US-amerikanischer Schauspieler
- Ted Adams (Fußballspieler) (1906–1991), englischer Fußballspieler
- Ted Adams (Verleger), US-amerikanischer Verleger (IDW Publishing)
- Terry Adams (Musiker) (Terry Douglas Adams; * 1948), US-amerikanischer Musiker
- Terry Adams (Baseballspieler) (Terry Wayne Adams; * 1973), US-amerikanischer Baseballspieler
- Thomas Adams (Politiker) (1730–1788), US-amerikanischer Politiker und Geschäftsmann
- Thomas Adams (Komponist, 1785) (1785–1858), britischer Organist und Komponist
- Thomas Adams (Unternehmer) (1818–1905), US-amerikanischer Unternehmer und Erfinder
- Thomas Adams (Komponist, 1857) (1857–1918), englischer Komponist und Organist
- Thomas Boylston Adams (Jurist) (1772–1832), US-amerikanischer Jurist
- Thomas Boylston Adams (Geschäftsmann) (1910–1997), US-amerikanischer Geschäftsmann und Politiker
- Thomas Burton Adams (1917–2006), US-amerikanischer Politiker
- Thomas S. Adams (Thomas Sewall Adams; 1873–1933), US-amerikanischer Ökonom
- Thomalina Adams (* 1993), namibische Fußballspielerin
- Timothy Adams (Politiker) (Timothy D. Adams; * 1961), US-amerikanischer Politiker
- Timothy Adams (Schauspieler) (Timothy Christopher Adams; * 1967), US-amerikanischer Schauspieler
- Timothy Adams (Pokerspieler) (Timothy Christopher Adams; * 1986), kanadischer Pokerspieler
- Tom Adams (Cricketspieler) (Thomas Miles Adams; 1808–1894), englischer Cricketspieler
- Tom Adams (Schauspieler) (Anthony Frederick Charles Adams; 1938–2014), britischer Schauspieler
- Tommy Adams (Thomas Maurice Adams; * 1980), US-amerikanischer Basketballspieler
- Tony Adams (* 1966), englischer Fußballspieler
- Tony Adams (Produzent) (1953–2005), irischer Filmproduzent
- Tracey Adams (* 1959), US-amerikanische Pornodarstellerin
- Tracy Adams, US-amerikanischer Filmeditor
- Tyler Adams (* 1999), US-amerikanischer Fußballspieler

### V
- Valerie Adams (Valerie Vili; * 1984), neuseeländische Leichtathletin
- Valmar Adams (1899–1993), estnischer Schriftsteller und Literaturwissenschaftler
- Victoria Adams (* 1974), britische Popsängerin, siehe Victoria Beckham
- Victoria Adams (* 1989), schottische Curlerin, siehe Vicki Chalmers
- Victoria Gray Adams (1926–2006), US-amerikanische Bürgerrechtlerin
- Vyvyan Adams (1900–1951), britischer Politiker (Conservative Party)

### W
- Walter Adams (Eishockeyspieler), kanadischer Eishockeyspieler
- Walter Adams (Leichtathlet) (1945–2023), deutscher Leichtathlet
- Walter Sydney Adams (1876–1956), US-amerikanischer Astronom
- Wayman Elbridge Adams (1883–1959), US-amerikanischer Porträt- und Genremaler
- Weaver W. Adams (1901–1963), US-amerikanischer Schachspieler und -autor
- Werner Adams (1898–1987), deutscher Regierungsbaumeister
- Weston Adams (Diplomat) (* 1938), US-amerikanischer Diplomat
- Weston W. Adams (1904–1973), US-amerikanischer Eishockeyfunktionär
- Wilbur L. Adams (1884–1937), US-amerikanischer Politiker
- Wilhelm Adams (1896–1984), deutscher Dirigent, Chorleiter und Komponist
- Will Adams (* 1963), englischer Schriftsteller
- Willi Paul Adams (1940–2002), deutscher Amerikanist und Historiker
- William Adams (Weltreisender) (1564–1620), englischer Weltreisender
- William Adams (Politiker, 1752) (1752–1811), britischer Politiker
- William Adams (Politiker, 1811) (1811–1884), neuseeländischer Politiker
- William Adams (Ingenieur) (1823–1904), britischer Lokomotivenbauer
- William Adams (Politiker, 1851) (1851–1936), kanadischer Politiker
- William Adams (Gouverneur) (1861–1954), US-amerikanischer Politiker
- William Alexander Adams (1821–1896), britischer Ingenieur und Unternehmer
- William Bridges Adams (1797–1872), britischer Publizist, Eisenbahnkonstrukteur und Unternehmer
- William E. Adams (1922–1983), US-amerikanischer Politiker
- William G. Adams (William Gilbert Adams; 1923–2005), kanadischer Politiker
- William Grylls Adams (1836–1915), britischer Physiker
- William H. Adams (William Harrison Adams; 1872–1958), US-amerikanischer Politiker
- William Henry Adams (1809–1865), britischer Politiker
- William James Adams Jr., bekannt als will.i.am (* 1975), US-amerikanischer Rapper und Produzent
- William M. Adams (* 1955), britischer Geograph
- William Pitt Adams (1804–1852), britischer Diplomat
- William Taylor Adams (Pseudonyme Oliver Optic, Warren T. Ashton; 1822–1897), US-amerikanischer Schriftsteller
- William Thomas Adams (1884–1949), britischer Politiker
- William Wirt Adams (1819–1888), US-amerikanischer Brigadegeneral
- William Yewdale Adams (* 1927), US-amerikanischer Archäologe
- Willie Adams (* 1934), kanadischer Politiker
- Willie Adams (Baseballspieler) (* 1972), US-amerikanischer Baseballspieler
- Willis Seaver Adams (1842–1921), US-amerikanischer Maler

### Y
- Yolanda Adams (* 1961), US-amerikanische Gospelsängerin

### Fiktive Personen
- Chris Adams, Anführer in der Reihe Die glorreichen Sieben
- Nick Adams, Protagonist mehrerer Kurzgeschichten von Ernest Hemingway, siehe Die Nick-Adams-Stories

Siehe auch:
- Addams